# Бентон (Мен)
Бентон (англ. Benton) — місто (англ. town) в США, в окрузі Кеннебек штату Мен. Населення — 2715 осіб (2020).

## Демографія
Згідно з переписом 2010 року, у місті мешкали 2732 особи в 1104 домогосподарствах у складі 792 родин. Було 1164 помешкання
Расовий склад населення:
| - 98,2 % — білих - 0,3 % — корінних американців - 0,3 % — чорних або афроамериканців - 0,3 % — азіатів |

До двох чи більше рас належало 0,9 %. Частка іспаномовних становила 0,6 % від усіх жителів.
За віковим діапазоном населення розподілялося таким чином: 22,5 % — особи молодші 18 років, 62,2 % — особи у віці 18—64 років, 15,3 % — особи у віці 65 років та старші. Медіана віку мешканця становила 42,5 року. На 100 осіб жіночої статі у місті припадало 98,7 чоловіків;  на 100 жінок у віці від 18 років та старших — 98,9 чоловіків також старших 18 років.
Середній дохід на одне домашнє господарство  становив 59 045 доларів США (медіана — 47 398), а середній дохід на одну сім'ю — 62 757 доларів (медіана — 60 978). Медіана доходів становила 42 111 долар для чоловіків та 31 533 долари для жінок. За межею бідності перебувало 8,9 % осіб, у тому числі 8,4 % дітей у віці до 18 років та 12,0 % осіб у віці 65 років та старших.
Цивільне працевлаштоване населення становило 1273 особи. Основні галузі зайнятості: освіта, охорона здоров'я та соціальна допомога — 29,4 %, транспорт — 10,6 %, роздрібна торгівля — 10,2 %, виробництво — 10,2 %.